# Parafia św. Brata Alberta w Sosnowcu
Parafia Świętego Brata Alberta w Sosnowcu – parafia rzymskokatolicka położona w dekanacie św. Tomasza Apostoła, diecezji sosnowieckiej, metropolii częstochowskiej. Została erygowana w 1986 roku.